# Mellanön
Mellanön med Främstön är en ö i Åland (Finland). Den ligger i Ålands hav eller Bottenhavet och i kommunen Eckerö i landskapet Åland, i den sydvästra delen av landet. Ön ligger omkring 28 kilometer nordväst om Mariehamn och omkring 300 kilometer väster om Helsingfors.
Öns area är 4,43 kvadratkilometer och dess största längd är 4,3 kilometer i sydväst-nordöstlig riktning.

## Delöar och uddar
- Flyttorna 60°15′42″N 19°31′32″Ö / 60.26179°N 19.52542°Ö (udde)
- Långskär 60°14′21″N 19°31′11″Ö / 60.23929°N 19.51972°Ö (udde)
- Brännskär 60°14′15″N 19°32′05″Ö / 60.2375°N 19.5348°Ö (udde)
- Borgflyttan 60°14′00″N 19°29′38″Ö / 60.2334°N 19.49399°Ö (udde)
- Kobban 60°15′49″N 19°32′06″Ö / 60.26371°N 19.53506°Ö
- Östanholmen 60°14′47″N 19°31′56″Ö / 60.24647°N 19.53224°Ö (udde)
- Baggvikskatan 60°14′09″N 19°30′20″Ö / 60.23597°N 19.50543°Ö (udde)
- Kavelskatan 60°15′53″N 19°31′34″Ö / 60.26462°N 19.52618°Ö (udde)
- Storfjärdsskatan 60°15′48″N 19°30′40″Ö / 60.26336°N 19.51124°Ö (udde)
- Västanholmen 60°14′55″N 19°31′31″Ö / 60.24861°N 19.52537°Ö (udde)
- Käringfoten 60°14′05″N 19°32′03″Ö / 60.23464°N 19.5343°Ö (udde)